# Nové Bránice
Nové Bránice (do roku 1946 Německé Bránice, německy Deutsch Branitz) jsou obec v okrese Brno-venkov v Jihomoravském kraji. Rozkládají se v Bobravské vrchovině, na břehu řeky Jihlavy, jež protéká kolem severní hranice katastru obce a přes niž se klene silniční most spojující Nové Bránice s Moravskými Bránicemi. Žije zde 938 obyvatel.
Na západ od obce (v katastru Dolních Kounic) se nachází Šibeniční vrch (297 m n. m.) s televizním vysílačem, jenž je jednou z dominant blízkého okolí.
Jedná se o vinařskou obec ve Znojemské vinařské podoblasti (viniční tratě Novosady, Staré hory). Obec Nové Bránice je členskou obcí Mikroregionu Ivančicko.

## Název
Název vsi byl odvozen od osobního jména Bran, které vzniklo jako domácí podoba některého složeného jména s Bran- (např. Branislav, Branimír, Branžeh). Výchozí tvar Branici byl pojmenováním obyvatel vsi a znamenal "Branovi lidé". Délka samohlásky v první slabice vznikla dodatečným přichýlením ke slovu brána. Od 16. století doložen přívlastek Německé (Deutsch) pro odlišení od sousedních Moravských Bránic. Po druhé světové válce přívlastek změněn na dnešní.

## Historie
První písemná zmínka o obci pochází z roku 1306.
Do roku 1946 se obec jmenovala Německé Bránice.

## Obyvatelstvo
| Rok            | 1869 | 1880 | 1890 | 1900 | 1910 | 1921 | 1930 | 1950 | 1961 | 1970 | 1980 | 1991 | 2001 | 2011 | 2021 |
| -------------- | ---- | ---- | ---- | ---- | ---- | ---- | ---- | ---- | ---- | ---- | ---- | ---- | ---- | ---- | ---- |
| Počet obyvatel | 496  | 498  | 520  | 552  | 576  | 569  | 594  | 591  | 591  | 602  | 630  | 645  | 660  | 696  | 700  |
| Počet domů     | 83   | 90   | 93   | 99   | 112  | 117  | 132  | 144  | 143  | 147  | 166  | 200  | 211  | 214  | 240  |

Vývoj počtu obyvatel

## Obecní správa

### Obecní symboly
Znak a vlajka byly obci uděleny rozhodnutím předsedy Poslanecké sněmovny Parlamentu České republiky dne 17. října 1997.

## Pamětihodnosti
- válcový mlýn